# 線積分
数学における線積分（せんせきぶん、英: line integral; 稀に path integral, curve integral, curvilinear integral）は、曲線に沿って評価された函数の値についての積分の総称。ベクトル解析や複素解析において重要な役割を演じる。閉曲線に沿う線積分を特に閉路積分（へいろせきぶん）あるいは周回積分（しゅうかいせきぶん）と呼び、専用の積分記号 ∮ が使われることもある。周回積分法は複素解析における重要な手法の一つである。

表面 z = f(x, y) に沿った曲線 Cの下の領域と考えることができる

線積分の対象となる函数は、スカラー場やベクトル場などとして与える。線積分の値は場の考えている曲線上での値に曲線上のあるスカラー函数（弧長、あるいはベクトル場については曲線上の微分ベクトルとの点乗積）による重み付けをしたものを「足し合わせた」ものとなる。この重み付けが、区間上で定義する積分と線積分とを分ける点である。
物理学における多くの単純な公式が、線積分で書くことによって自然に、連続的に変化させた場合についても一般化することができるようになる。例えば、力学的な仕事を表す式 W = F⋅s から曲線 C に沿っての仕事を表す式 W = ∫CF⋅ds を得る。例えば電場や重力場において運動する物体の成す仕事が計算できる。

## 弧長変数と線素
n 次元実多様体 M の領域 Ω を考える。局所的には Ω ⊂ Rn と考えることができる。Ω 内の滑らかな曲線 γ: I → Ω が r = γ(t) = (γ1(t), γ2(t), …, γn(t)) で与えられているとき、s = s(t) が γ の弧長変数であるとは、それが線分 γ に沿って端点から測った γ の弧長を与えるものであることを言う。いま γ はなめらかであるから、その弧長は区間 I = [a, b] 上の各点 t0 に対して
{\displaystyle s(t_{0})=\int _{a}^{a+t_{0}}\left|{\frac {\mathrm {d} \gamma }{\mathrm {d} t}}\right|\mathrm {d} t=\int _{a}^{a+t_{0}}{\sqrt {\left({\frac {\mathrm {d} \gamma _{1}}{\mathrm {d} t}}\right)^{2}+\left({\frac {\mathrm {d} \gamma _{2}}{\mathrm {d} t}}\right)^{2}+\dotsb +\left({\frac {\mathrm {d} \gamma _{n}}{\mathrm {d} t}}\right)^{2}}}\;\mathrm {d} t}
で与えられる。特に s は
{\displaystyle \mathrm {d} s=\left|{\frac {\mathrm {d} \gamma }{\mathrm {d} t}}\right|\mathrm {d} t=|\mathrm {d} \gamma |}
を満たすが、これはパラメータ t の取り方に依らず定まることに注意すべきである。記号的には
{\displaystyle |\mathrm {d} {\boldsymbol {r}}|^{2}={\mathrm {d} x_{1}}^{2}+{\mathrm {d} x_{2}}^{2}+\dotsb +{\mathrm {d} x_{n}}^{2}}
に r = γ(t) を代入することで得られる。この ds を γ の線素（せんそ、line element）と呼ぶ。曲線が区分的に滑らかなら、微分可能な区間の和にわけて同じく弧長を定義することができる。

## 場の線積分
定性的には、ベクトル解析における線積分は、与えられた場の与えられた曲線に沿っての全体的な効果を計るものと考えることができる。より厳密に言えば、スカラー場上の線積分は、特定の曲線によって曲げられた場の下にある領域の面積と解釈できる。これは z = f(x, y) で定義する曲面と xy-平面上の曲線 C を使って視覚的に見ることができて、f の線積分は曲線 C の真上にある曲面上の点で切り取るときにできる「カーテン」の面積になる。

### スカラー場に対する線積分

#### 偏線積分
スカラー場 f : U ⊆ Rn → R の滑らかな曲線 [a, b] ∋ t ↦ γ(t) = (γ1(t), γ2(t), …, γn(t)) に沿った各軸方向の線積分は
{\displaystyle \int _{C}f\,\mathrm {d} x_{i}=\int _{a}^{b}f{\bigl (}{\boldsymbol {r}}(t){\bigr )}{\frac {\mathrm {d} \,\gamma _{i}(t)}{\mathrm {d} t}}\,\mathrm {d} t}
で与えられる。
このとき、函数 f を被積分函数 (integrand)、曲線 C を積分領域 (domain of integration) あるいは積分路 (path) と呼ぶ。

#### 線素に関する線積分
スカラー場 f : U ⊆ Rn → R の滑らかな曲線 C ⊂ U に沿った線素に関する線積分は
{\displaystyle \int _{C}f\,\mathrm {d} s=\int _{a}^{b}f{\bigl (}{\boldsymbol {r}}(t){\bigr )}{\bigr |}{\boldsymbol {r}}'(t){\bigr |}\,\mathrm {d} t}
と定義する（区分的に滑らかの場合は、滑らかな区間ごとの積分の和と定める）。ただし、r: [a, b] → C は、r(a) と r(b) が与えた曲線 C の両端点となるような、C の勝手な全単射媒介表示とする。
記号 ds は直観的には弧長の無限小成分としての線素と解釈できる。スカラー場の曲線 C に沿った線積分は、C の媒介表示 r の取り方に依らない。

#### 線素に関する線積分の導出
上記の如く f, C を定め、C の媒介表示 r を取れば、スカラー場の線積分はリーマン和として構成することができる。区間 [a, b] を長さ ∆t = (b − a)/n の n-個の小区間 [ti−1, ti] に分割し、曲線 C 上に各小区間に対応する標本点 r(ti) をとる。標本点の集合 {r(ti)  |  1 ≤ i ≤ n} に対して、標本点 r(ti−1) と r(ti) を結んでできる線分の集まりによって曲線 C を近似することができる。各標本点の間を結ぶ線分の長さを ∆si と書くことにすれば、積 f (r(ti))∆si は、高さと幅が f(r(ti)) と ∆si で与えられる矩形の符号付面積に対応する。それらの総和を取って、分割の各小区間の長さを 0 に近づける極限を
{\displaystyle I=\lim _{\Delta t\to 0}\sum _{i=1}^{n}f{\bigl (}{\boldsymbol {r}}(t_{i}){\bigr )}\Delta s_{i}}
と考えるとき、曲線上の分点間の距離は
{\displaystyle \Delta s_{i}={\bigl |}{\boldsymbol {r}}(t_{i}+\Delta t)-{\boldsymbol {r}}(t_{i}){\bigr |}={\bigl |}{\boldsymbol {r}}'(t_{i}){\bigr |}\Delta t}
と書けるから、これを代入して得る
{\displaystyle I=\lim _{\Delta t\to 0}\sum _{i=1}^{n}f{\bigl (}{\boldsymbol {r}}(t_{i}){\bigr )}{\bigl |}{\boldsymbol {r}}'(t_{i}){\bigr |}\Delta t}
は、積分
{\displaystyle I=\int _{a}^{b}f{\bigl (}{\boldsymbol {r}}(t){\bigr )}{\bigl |}{\boldsymbol {r}}'(t){\bigr |}\,\mathrm {d} t}
に対応するリーマン和である。基本的にこの積分は、x = u(t) および y = v(t) となる制約条件下でスカラー函数 z = f(x, y) の下にある領域の面積になっている。

### ベクトル場に対する線積分

#### ベクトル場の線積分の定義
ベクトル場 F: U ⊆ Rn → Rn の r の向きへの区分的に滑らかな曲線 C ⊂ U に沿った線積分は
{\displaystyle \int _{C}{\boldsymbol {F}}({\boldsymbol {r}})\cdot \mathrm {d} {\boldsymbol {r}}=\int _{a}^{b}{\boldsymbol {F}}{\bigl (}{\boldsymbol {r}}(t){\bigr )}\cdot {\boldsymbol {r}}'(t)\,\mathrm {d} t}
と定義される。ただし、“⋅” はベクトルの内積であり、r: [a, b] → C は、r(a) と r(b) が曲線 C の両端点となる C の全単射媒介表示とする。
従ってスカラー場の線積分は、各ベクトルが常に積分路に接するようなベクトル場の線積分に一致する。
ベクトル場の線積分は、絶対値に関しては媒介変数 r の取り方に依らないが、向きに関しては依存する。特に、媒介変数の向きを逆にすれば、線積分の符号が変わる。

#### ベクトル場の線積分の導出

ベクトル場内の曲線に沿った粒子の軌跡。下に表示されているのは、曲線に沿って粒子が動いたときに粒子が出会う場のベクトルである。それらのベクトルと軌跡の各点における曲線の接ベクトルとの点乗積の和を取ったものが、求める線積分になる。

ベクトル場の線積分も、スカラー場の線積分の場合とよく似た方法で導ける。ベクトル場 F、曲線 C、媒介表示 r(t) は上記の如くとして、リーマン和を構成しよう。区間 [a, b] を長さ ∆t = (b − a)/n の n-個の小区間に分割し、i-番目の小区間から標本点 ti を取って、曲線上の分点 r(ti) を考える。ここでは分点間の距離を足し合わせるのではなくて、分点間の変位ベクトル ∆si を足し合わせる。前と同じく、F を放射曲線上の各点で評価して、それと曲線 C の各小片での F の無限小寄与を与える変位ベクトルとの点乗積をとったもの全て和の、分割のサイズを 0 にする極限
{\displaystyle I=\lim _{\Delta t\to 0}\sum _{i=1}^{n}{\boldsymbol {F}}{\bigl (}{\boldsymbol {r}}(t_{i}){\bigr )}\cdot \Delta {\boldsymbol {s}}_{i}}
を考える。曲線上の隣り合う分点の間の変位ベクトルは
{\displaystyle \Delta {\boldsymbol {s}}_{i}={\boldsymbol {r}}(t_{i}+\Delta t)-{\boldsymbol {r}}(t_{i})={\boldsymbol {r}}'(t_{i})\Delta t}
と書けるから、代入してリーマン和
{\displaystyle I=\lim _{\Delta t\to 0}\sum _{i=1}^{n}{\boldsymbol {F}}{\bigl (}{\boldsymbol {r}}(t_{i}){\bigr )}\cdot {\boldsymbol {r}}'(t_{i})\Delta t}
を得、これにより上記の線積分が定まる。

### 経路独立な線積分
ベクトル場 F が何らかのスカラー場 G の勾配として
{\displaystyle \nabla G={\boldsymbol {F}}}
と書けるとき、G と r(t) との合成の導函数
{\displaystyle {\frac {\mathrm {d} \,G{\bigl (}{\boldsymbol {r}}(t){\bigr )}}{\mathrm {d} t}}=\nabla G{\bigl (}{\boldsymbol {r}}(t){\bigr )}\cdot {\boldsymbol {r}}'(t)={\boldsymbol {F}}{\bigl (}{\boldsymbol {r}}(t){\bigr )}\cdot {\boldsymbol {r}}'(t)}
は、F の r(t) 上の線積分の被積分函数である。従って、積分路 C を与えれば
{\displaystyle \int _{C}{\boldsymbol {F}}({\boldsymbol {r}})\cdot \mathrm {d} {\boldsymbol {r}}=\int _{a}^{b}{\boldsymbol {F}}{\bigl (}{\boldsymbol {r}}(t){\bigr )}\cdot {\boldsymbol {r}}'(t)\,\mathrm {d} t=\int _{a}^{b}{\frac {\mathrm {d} \,G{\bigl (}{\boldsymbol {r}}(t){\bigr )}}{\mathrm {d} t}}\,\mathrm {d} t=G{\bigl (}{\boldsymbol {r}}(b){\bigr )}-G{\bigl (}{\boldsymbol {r}}(a){\bigr )}}
が成り立つ。言い換えれば、F の C 上の積分は、点 r(b) および r(a) 上の G の値のみに依存し、それらを結ぶ積分路の取り方に依らない。特に積分路 C が閉経路であるならば、積分は必ず 0 になるため、ベクトル場 F は保存ベクトル場と呼ばれる。また、物理学において、このような性質を持つ力の場を保存力と呼ぶ。
このことから、保存ベクトル場の線積分は経路独立 (path independent) あるいは「積分経路に依らない」と言う。

### 応用
この線積分は物理学でよく用いる。たとえば、ベクトル場 F で表す力場の内側で曲線 C に沿って運動する粒子の成す仕事を F の C 上の線積分で表す。
{\displaystyle W(t_{0};t_{1})=\int _{C}{\boldsymbol {F}}{\bigl (}{\boldsymbol {r}}(t),t{\bigr )}\cdot \mathrm {d} {\boldsymbol {r}}(t)=\int _{t_{0}}^{t_{1}}{\boldsymbol {F}}{\bigl (}{\boldsymbol {r}}(t),t{\bigr )}\cdot {\frac {\mathrm {d} {\boldsymbol {r}}}{\mathrm {d} t}}\!(t)\,\mathrm {d} t}

## 複素線積分
線積分は複素解析における基本的な道具である。U を複素数平面 C の開集合、γ: [a, b] → U を有限長曲線とすると、函数 f: U → C の線積分
{\displaystyle \int _{\gamma }f(z)\,\mathrm {d} z}
は、区間 [a, b] の a = t0 < t1 < ⋯ <  tn = b への細分を考えて得るリーマン和
{\displaystyle \sum _{1\leq k\leq n}f{\bigl (}\gamma (t_{k}){\bigr )}{\bigl (}\gamma (t_{k})-\gamma (t_{k-1}){\bigr )}}
の、小区間の幅を 0 に近づける極限として定義する。
γ が連続的微分可能な曲線ならば、この線積分の値は実変数函数の積分
{\displaystyle \int _{\gamma }f(z)\,\mathrm {d} z=\int _{a}^{b}f{\bigl (}\gamma (t){\bigr )}\gamma '(t)\,\mathrm {d} t}
として評価することができる。弧長に関する線積分も同様に
{\displaystyle \int _{\gamma }f(z)|\mathrm {d} z|=\int f{\bigl (}\gamma (t){\bigr )}\left|{\frac {\mathrm {d} \gamma }{\mathrm {d} t}}\right|\mathrm {d} t}
と定義できる。これら二種類の線積分について、特に
{\displaystyle \left|\int _{\gamma }f(z)\,\mathrm {d} x\right|\leq \int _{\gamma }|f(z)||\mathrm {d} z|}
が成り立つ。
複素函数の線積分を計算する方法はいろいろある。例えば、複素函数を実部と虚部に分けて考えれば、2 つの実数値線積分を計算する問題に帰着できる。コーシーの積分公式を用いて計算する方法もある。後者は複素線積分の被積分函数が、その積分路を含む領域内で解析的かつ特異点を含まないならば、その線積分の値は単に 0 になるというコーシーの積分定理からの帰結である。留数定理はコーシーの積分定理の一般化である。この定理は複素平面内の周回積分によって実函数（実変数実数値函数）の積分を計算するために、しばしば用いる。

### 複素線積分の例
複素函数 f(z) = 1/z と閉路 C として 0 を中心とする単位円を 1 から反時計回りに一周するもの考える。C は eit (t ∈ [0, 2π]) と媒介変数表示できるから、代入して
{\displaystyle \oint _{C}f(z)\,\mathrm {d} z=\int _{0}^{2\pi }{\frac {1}{e^{it}}}ie^{it}\,\mathrm {d} t=i\int _{0}^{2\pi }\mathrm {d} t=2\pi i}
を得る。上記の積分はコーシーの積分公式を用いても同じ計算結果が得られる。

### 複素線積分とベクトル場の積分との関係
複素平面 C を実 2 次の空間 R2 と見なせば、二次元ベクトル場の線積分は、対応する複素函数の共軛の線積分の実部に対応する。すなわち、x, y 軸方向の単位ベクトル j, k を用いて、r(t) = x(t)j + y(t)k および f(z) = u(z) + iv(z) と置くと
{\displaystyle \int _{C}{\overline {f(z)}}\,\mathrm {d} z=\int _{C}(u-iv)\,\mathrm {d} z=\int _{C}(u{\boldsymbol {j}}+v{\boldsymbol {k}})\cdot \mathrm {d} {\boldsymbol {r}}-i\int _{C}(v{\boldsymbol {j}}-u{\boldsymbol {k}})\cdot \mathrm {d} {\boldsymbol {r}}}
なる関係式が、右辺の 2 つの積分がともに存在することから言える。ただし C の媒介変数表示 z(t) は r(t) と同じ向きを持つようにとる。同じことだが、微分形式として見れば f(z)dz は
{\displaystyle f(z)\,\mathrm {d} z={\bigl (}u(x,y)\,\mathrm {d} x-v(x,y)\,\mathrm {d} y{\bigr )}+i{\bigl (}v(x,y)\,\mathrm {d} x+u(x,y)\,\mathrm {d} y{\bigr )}}
と書くことができて、これと共軛複素積分
{\displaystyle f(z)\,\mathrm {d} {\bar {z}}\,(={\overline {f(z)}}\,\mathrm {d} z)={\bigl (}u(x,y)\,\mathrm {d} x+v(x,y)\,\mathrm {d} y{\bigr )}+i{\bigl (}v(x,y)\,\mathrm {d} x-u(x,y)\,\mathrm {d} y{\bigr )}}
をあわせて考えれば、ベクトル場としての線積分と面積分を考えることができる。
複素正則函数がコーシー＝リーマンの方程式を満たすことから、正則函数の共軛に対応するベクトル場の回転は 0 になる。これはどちらの種類の線積分でもそれが 0 になるときのストークスの定理と関連がある。すなわち、ガウス＝グリーンの定理を適用すれば複素関数の面積分は、その領域の境界上の線積分に帰着されるため、複素関数の積分では線積分が本質的である。特に正則関数 f の単純閉曲線 γ 上の閉路積分に関するコーシーの定理
{\displaystyle \oint _{\gamma }f(z)\,\mathrm {d} z=0}
は、γ を境界 ∂D とする領域 D でのグリーンの定理にコーシー・リーマンの関係式を代入することに対応する。